# Eric Szmanda
Eric Kyle Szmanda [səˈmændə], (Milwaukee, Wisconsin, 1975. július 24. –) amerikai színész. 
Legismertebb szerepe Greg Sanders a CSI: A helyszínelők című televíziós sorozatból.

## Életrajza
Milwaukee-ban született és nevelkedett Don és Elaine Szmanda gyermekeként. Két testvére van, Brett és Rob. A Mukwonago Gimnáziumban és az American Academy of Dramatic Arts iskolában tanult. 1996-ban diplomázott, majd Chicagóba költözött. 17 éves koráig közel 20 színdarabban szerepelt. Egy évvel később visszaköltözött Los Angelesbe, hogy eljátsszon egy szerepet az Odyssey színházban, amely egy ügynök figyelmét is felkeltette. 1998-ban megkapta Jacob Resh szerepét A hálózat csapdájában, majd 1999-ben főszerepet játszott a Dodge's City című TV-filmben. 2000-ben főszereplő volt a True Vinyl című romantikus drámában. Az áttörést a CSI: A helyszínelők című sorozat hozta meg számára, melyben Greg Sanderst alakítja. 2001-ben a Life as a House című filmben zenei tanácsadó volt. Számos színdarabban is játszott. Alapított egy céget, ami zenével és színészettel egyaránt foglalkozik. Dolgozott modellként is a Bloomingdales-nek.

## Filmográfia
| Év         | Magyar cím            | Eredeti cím                    | Szerep         |
| ---------- | --------------------- | ------------------------------ | -------------- |
| 2000- 2015 | CSI: A helyszínelők   | CSI: Crime Scene Investigation | Greg Sanders   |
| 2005       | Havas csodák          | Snow Wonder                    | Luke           |
| 2005       |                       | Little Athens                  | Derek          |
| 2004       |                       | True Vinyl                     | Billy Thompson |
| 2002       | A vonzás szabályai    | The Rules of Attraction        |                |
| 2001       | Az ügyosztály         | The Division                   | Mark           |
| 2001       |                       | Three Sisters                  | Dave           |
| 2000       |                       | FreakyLinks                    | Eli            |
| 2000       | Túl sok nő            | 100 Girls                      | Sam            |
| 2000       |                       | Zoe, Duncan, Jack & Jane       | Max            |
| 2000       |                       | Oh Baby                        | Brent          |
| 2000       |                       | Big Time                       | Avery          |
| 1998-1999  | A hálózat csapdájában | The Net                        | Jacob Resh     |
| 1999       |                       | Dodge's City                   | Johnny Dodge   |